# J. Howard Miller
J. Howard Miller (1918–2004) fou un dissenyador gràfic americà. Va pintar pòsters durant la Segona Guerra Mundial donant suport a la guerra, entre altres al famós pòster "We Can Do It!", sovint identificat erròniament com Rosie the Riveter.

## Història del pòster
Miller va estudiar a l'Institut d'Art de Pittsburgh, i es va graduar el 1939. Va viure a Pittsburgh durant la guerra. La seva obra va cridar l'atenció de la Westinghouse Company (posteriorment, el Comitè Coordinador de la Producció de Guerra de Westinghouse), i fou contractat per a crear una sèrie de pòsters, que van ser patrocinats pel comitè intern de Producció de Guerra de la companyia, un dels centenars de comitès administratius organitzats sota la producció de l'Equip de Producció de Guerra.
Miller es podria haver inspirat per al cartell "We Can Do It!" en una foto de Geraldine Doyle treballant en una fàbrica de United Press International (UPI). Al moment del llançament del pòster el nom "Rosie" no va ser associat amb la imatge; això va passar després del 1982 quan el cartell fou redescobert a l'Arxiu Nacional dels Estats Units.